# Epenteza
Epenteza (z gr. ἐπένθεσις epénthesis „wtrącenie”) – zjawisko językowe, polegające na wstawieniu głoski epentetycznej (niemającej umotywowania etymologicznego), samogłoski lub spółgłoski, zwykle celem uniknięcia trudnej do wymówienia zbitki głosek lub rozziewu. Np. pol. ogień (stpol. ogń), kropla < kroplja < kropja (jotyzacja prasłowiańska – w polskim jej ślady pojawiają się niekonsekwentnie), niem. hoffentlich, Zeitungsjunge, łac. comburo (z con + uro), ang. łączące R itp.